# Trifluoruro de yodo
El trifluoruro de yodo es un compuesto covalente no polar. Su fórmula química es IF3.  El yodo se encuentra en estado de oxidación +3.

## Propiedades
El trifluoruro de yodo es un sólido amarillo. Se descompone por encima de -28 °C. Se prepara haciendo reaccionar flúor con yodo molecular a baja temperatura.